# Sirivanh Ketavong
Sirivanh Ketavong (ur. 1 września 1970) – laotańska lekkoatletka specjalizująca się w biegu maratońskim.

## Życiorys
Ketavong dwukrotnie reprezentowała Laos na letnich igrzyskach olimpijskich. Startowała w maratonie podczas LIO 1996 odbywających się w Atlancie, gdzie zajęła 64. miejsce oraz podczas LIO 2000 w Sydney zajmując 45. pozycję. Bieg maratoński podczas Igrzysk Azjatyckich 1998 w Bangkoku zakończyła na 9. miejscu. Na igrzyskach frankofońskich w 2001 w Ottawie zajęła 7. miejsce w biegu na 1500 metrów.

## Rekordy
- Maraton – 3:25:16 (Ottawa, 2001)[3] – rekord Laosu.
- Bieg na 1500 m – 5:00,97 (Atlanta, 1996)[3].